# Daniel Schoen
Daniel Albert Schoen, né le 13 décembre 1873 à Mulhouse où il est mort le 30 décembre 1955, est un peintre, dessinateur et aquarelliste français.
Il a aussi servi comme Secrétaire Général et Administrateur Militaire Adjoint dans l’armée française de 1916 à 1918,.

## Biographie
Daniel Schoen, est né en décembre 1873 au sein d’une famille alsacienne. Le 15 septembre 1913, il a épousé, à Bruxelles, une cousine bruxelloise des Dessaules de Mulhouse. Son père était banquier. Il a étudié la banque et la bourse à Londres et une maîtrise en musées en Allemagne.
Son père souhaitait qu’il devienne acheteur de laine en Australie, c’est pourquoi, après 2 années de formation, il est retourné en Alsace et à rejoint une usine de filature de laine peignée, mais compte tenu de son intérêt pour la peinture, il n’a pas poursuivi son travail,.
Après avoir quitté son occupation, Daniel Schoen a travaillé comme Contremaître pour son cousin éloigné, Emile Gallé, un Artiste et Designer français et, après une année, il est devenu le responsable des arts graphiques et d’artisanat de l’atelier d’Emile Gallé.
Entre 1897 et 1904, sous la supervision d’Emile Gallé, il a appris les techniques de verre artistique and a participé au mouvement d’art décoratif de l’époque.
En 1914, il rejoint l’armée. Après avoir passé du temps dans différentes unités, en 1916, il sert à Saint Amarin et ensuite Thann, où il devient Secrétaire Militaire Général à la Mairie.
Le 11 novembre 1918, Georges Clémenceau, alors Premier Ministre de la France, le nomme Administrateur Militaire Adjoint à Haguenau.
Après la Première Guerre mondiale, en 1919, il déménage à Strasbourg et rejoint l’Ecole des Arts Décoratifs, où il enseigne jusqu’en 1939.
Durant l’occupation nazie, il quitte l’Alsace et déménage en Haute Marne, puis à Sanary sur Mer pour, finalement, s’établir près d’Angers, avec son beau-frère Alfred Wallach.
En 1945, quand il retourne à Strasbourg, il découvre que le contenu de son atelier a été vandalisé. Ses peintures, mises à part quelques-unes sauvées par des amis, dont Louis-Philippe Kamm, ses meubles, ses lettres, tout a été volé. La même année, il rejoint l’A.I.D.A. , l’Association des Artistes Indépendants d’Alsace.
Il fut membre du Salon d’Automne à Paris et de la Société des Artistes Alsaciens, créée en 1901 par Emile Schneider et Georges Ritleng,.
Il est un des membres fondateurs de la Société d’Art Contemporain de Mulhouse, et en sera, plus tard, le Président de 1954 à 1955. Il est mort le 30 décembre 1955 à Mulhouse.